# Синклер, Мэдж
Мэдж До́рита Синкле́р (англ. Madge Dorita Sinclair), в девичестве — Уо́лтерс (англ. Walters; 28 апреля 1938, Кингстон, Ямайка — 20 декабря 1995, Лос-Анджелес, Калифорния, США) — американская актриса. Лауреат премии «Эмми» в номинации Лучшая женская роль второго плана в драматическом телесериале (1991) за роль Императрицы Джозефины из телесериала «Огонь Габриэля» (1990—1991).

## Биография
Мэдж Дорита Уолтерс родилась 28 апреля 1938 года в Кингстоне (Ямайка) в семье Герберта и Джемимы Уолтерс. Мэдж работала школьным учителем на Ямайке до того, как в 1968 году она переехала в Голливуд (штат Калифорния, США), чтобы начать кинокарьеру.
В период с 1972 до своей смерти в 1995 году Мэдж сыграла в 54-х фильмах и сериалах. В период с 1977 по 1991 года Синклер получила 5 номинаций на премию «Эмми» и стала лауреатом последней номинации — в 1991 году за роль Императрицы Джозефины в телесериале «Огонь Джозефины» (1990—1991).
Первым мужем Мэдж стал полицейский Ройстон Синклер. У супругов родилось два сына — Гарри Синклер (род.1962) и Уэйн Синклер (1964). Синклеры развелись в 1969 году. 18 августа 1982 года Синклер вышла замуж во второй раз за актёра Дина Комптона. Они были женаты 13 лет до смерти актрисы 20 декабря 1995 года от лейкемии в 57-летнем возрасте. У актрисы семь внуков, некоторые из которых родились уже после её смерти.